# 扎戈拉-穆雷西
扎戈拉-穆雷西（希臘語：Ζαγορά-Μουρέσι）是希腊色萨利大区马格尼西亚专区的市镇，行政中心为扎戈拉村。市镇面积为150.3平方公里，2021年人口数量为4,562人。
此市镇设立于2011年地方政府改革中，由原两个市镇（扎戈拉和穆雷西）合并而成，原市镇则成为此市镇的两个市区。扎戈拉市区（即原扎戈拉市镇）的面积为96.1平方公里，2021年人口数量为2,775人。